# Джон Руні
Джон Річард Ру́ні (англ. John Richard Rooney; 17 грудня 1990, Ліверпуль) — англійський футболіст, півзахисник «Орландо Сіті». Має старшого брата Вейна, який є головним тренером англійського клубу «Дербі Каунті». Сам Джон, хоч і народився в Англії, висловив своє бажання виступати за збірну Ірландії.

## Біографія

### Ранні роки
Джон народився і виріс в Крокстеті, районі Ліверпуля, у родині Томаса Вейна і Джанетт Мері Руні (до шлюбу Моррі). Сім'я Руні має ірландське коріння. Джон — молодша дитина в родині, у нього два старших брати, Вейн і Грем.
Джон перейшов у футбольну академію «Евертона» у віці шести років, але у 2002 році покинув структуру клубу і перейшов в академію «Маклсфілд Таун».

### «Маклсфілд Таун»
14 липня 2008 року Руні став професійним футболістом, підписавши контракт з клубом. За 4 місяці до цього, 24 березня, він дебютував за команду в матчі проти «Барнета». 28 березня 2009 року забив перший у своїй кар'єрі гол у матчі проти клубу «Дагенем енд Редбрідж».
У 2010 році Джон був на перегляді в клубах «Дербі Каунті» і «Хаддерсфілд Таун», проте контракт йому запропонований не був.

### «Нью-Йорк Ред Буллз»
Восени 2010 Руні відправився на перегляд до клубів MLS «Сіетл Саундерз» і «Портленд Тімберс».
13 січня 2011 року Руні був обраний клубом «Нью-Йорк Ред Буллз» у другому раунді драфта MLS. 16 квітня Джон дебютував за клуб, вийшовши на заміну в кінцівці зустрічі проти «Сан-Хосе Ертквейкс». 28 червня 2011 року провів свій перший матч у стартовому складі клубу в кубковому матчі, відзначившись у ньому забитим м'ячем.
23 листопада 2011 року Руні розірвав контракт за обопільної згоди.

### «Орландо Сіті»
26 січня 2012 року Джон підписав контракт з американським клубом «Орландо Сіті». 25 лютого 2012 року у своєму дебютному матчі Руні забив свій перший гол в товариському матчі проти «Торонто». 15 квітня 2012 року Руні забив два голи і допоміг клубу перемогти з рахунком 4-1 над «Вілмінгтон Хаммерхедс». 22 травня Руні зробив дубль у другому раунді відкритого кубка США, у якому «Орландо Сіті» розгромило з рахунком 7-0 «КС Атлетікс».
27 липня 2012 року «Орландо Сіті» виграв USL Pro — третій за рівнем дивізіон США, завдяки чому Джон Руні виграв свій перший чемпіонат у своїй кар'єрі.